# 聖保羅和聖喬治教堂 (愛丁堡)
聖保羅和聖喬治教堂（St Paul's and St George's Church）是一座蘇格蘭愛丁堡的蘇格蘭聖公會的教堂，位於愛丁堡新城東部。教堂被列入A級建築。聖保羅和聖喬治教堂的設計者是Archibald Elliot，修建於1816年至1818年期間。

## 外部連結
- Official website （页面存档备份，存于）

55°57′24.47″N 3°11′18.81″W / 55.9567972°N 3.1885583°W